# エヴァンゲリスタ・サイボーグ
エヴァンゲリスタ・サイボーグ（Evangelista Cyborg、1977年12月12日 - ）は、ブラジルの男性総合格闘家。マットグロッソ州ホンドノーポリス出身。シュートボクセ・アカデミー所属。ルタ・リーブリを黒帯。ブラジリアン柔術黒帯。
右腕にチェ・ゲバラの顔など全身にタトゥーを彫り込み、舌にピアスをつけ、「相手の死」を意味する黒いマニキュアを塗るなどの独特な風貌の持ち主。ビルドアップされた肉体から「サイボーグ」というリングネームが付けられた。
元妻クリスチャン・サイボーグも総合格闘家。

## 来歴
ルタ・リーブリを10年経験し、ミドル級王者となった。
1997年11月20日、プロ総合格闘技デビューとなるBVF 8のトーナメント決勝でペレにTKO負けし、準優勝となった。
2003年5月18日、初参戦となったパンクラスで渋谷修身と対戦。右フックでKO勝ち。
2003年8月31日、パンクラスで佐々木有生と対戦予定であったが、ビザのトラブルで欠場となった。出場契約後にアカデミア・ブドーカンからヴァリッジ・イズマイウ主宰のブラジル・ドージョーに移籍したが、パンクラスとイズマイウの関係が悪化し、巻き込まれる形となった。
イズマイウとアントニオ猪木の関係から大晦日のINOKI BOM-BA-YE 2003参戦を希望していたが参戦できず、2004年1月にシュートボクセ・アカデミーに移籍した。
2005年2月26日、Cage Rage初参戦となったCage Rage 10でアントニー・レアと対戦し、TKO勝ち。
2006年2月4日、Cage Rage 15の世界ライトヘビー級タイトルマッチで王者メルヴィン・マヌーフと対戦し、KO負けを喫し王座獲得に失敗した。
2006年7月1日、PRIDE初参戦となったPRIDE 無差別級グランプリ 2006 2nd ROUNDで中村和裕と対戦。中村に試合の主導権を握られ、最後はアームロックで一本負け。9月10日のPRIDE 無差別級グランプリ 2006 決勝戦では西島洋介とワンマッチで対戦。序盤から積極的に攻撃を仕掛け、西島にまったく何もさせずにスリーパーホールドで一本勝ちを収めた。大会1週間前にクリスチャン・サイボーグと結婚した。
2007年4月21日、Cage Rage 21の世界ライトヘビー級王座決定戦でジェームス・ジキックと対戦。判定負けを喫し王座獲得に失敗した。
2008年2月1日、HCFでゲガール・ムサシと対戦し、TKO負け。
2008年3月5日、戦極旗揚げ戦戦極 〜第一陣〜で瀧本誠と対戦、鋭いローキックを連発し、ヒールホールドから移行したアキレス腱固めで一本勝ち。9月28日の戦極 〜第五陣〜のミドル級（-83kg）グランプリシリーズ1回戦ではシアー・バハドゥルザダと対戦。テイクダウンを防ごうとした際に左肘を脱臼し、TKO負けとなった。
2010年6月16日、ウェルター級転向後初戦となるStrikeforce: Los Angelesでマリウス・ザロムスキーと対戦し、パウンドによるTKO勝ちを収めた。
2011年1月29日、Strikeforce: Diaz vs. CyborgのStrikeforce世界ウェルター級タイトルマッチで王者ニック・ディアスに挑戦し、腕ひしぎ十字固めによる一本負けを喫し王座獲得に失敗した。
2012年2月6日、クリスチャン・サイボーグがブラジルのサイト上で2011年12月に離婚していたことを発表した。

## 人物・エピソード
- カリフォルニア州サンディエゴのジム、ジ・アリーナでトレーナーとして働いている[3]。

## 戦績
| 総合格闘技 戦績 | 総合格闘技 戦績 | 総合格闘技 戦績 | 総合格闘技 戦績 | 総合格闘技 戦績 | 総合格闘技 戦績 | 総合格闘技 戦績 |
| --------------- | --------------- | --------------- | --------------- | --------------- | --------------- | --------------- |
| 33 試合         | (T)KO           | 一本            | 判定            | その他          | 引き分け        | 無効試合        |
| 18 勝           | 12              | 4               | 2               | 0               | 0               | 0               |
| 15 敗           | 9               | 2               | 4               | 0               | 0               | 0               |

| 勝敗 | 対戦相手                         | 試合結果                         | 大会名                                                                     | 開催年月日     |
| ×    | ジョーダン・メイン               | 3R 3:18 TKO（肘打ち）            | Strikeforce: Barnett vs. Kharitonov                                        | 2011年9月10日  |
| ×    | ニック・ディアス                 | 2R 4:50 腕ひしぎ十字固め         | Strikeforce: Diaz vs. Cyborg 【Strikeforce世界ウェルター級タイトルマッチ】 | 2011年1月29日  |
| ○    | マリウス・ザロムスキー           | 1R 2:38 TKO（パウンド）          | Strikeforce: Los Angeles                                                   | 2010年6月16日  |
| ○    | ダニエル・サラテ                 | 1R 1:41 TKO（打撃）              | Samurai FC 2: Warrior's Return                                             | 2009年12月12日 |
| ×    | ジョーイ・ヴィラセニョール       | 5分3R終了 判定1-2                | Strikeforce Challengers 2                                                  | 2009年6月19日  |
| ×    | シアー・バハドゥルザダ           | 1R 0:22 TKO（左肘の脱臼）        | 戦極 〜第五陣〜 【ミドル級グランプリシリーズ2008 1回戦】                   | 2008年9月28日  |
| ○    | 瀧本誠                           | 1R 4:51 アキレス腱固め           | 戦極 〜第一陣〜                                                            | 2008年3月5日   |
| ×    | ゲガール・ムサシ                 | 1R 3:42 TKO（パウンド）          | HCF: Destiny                                                               | 2008年2月1日   |
| ×    | ジェームス・ジキック             | 5分3R終了 判定0-3                | Cage Rage 21: Judgement Day 【Cage Rage世界ライトヘビー級王座決定戦】      | 2007年4月21日  |
| ○    | 西島洋介                         | 1R 3:24 チョークスリーパー       | PRIDE 無差別級グランプリ 2006 決勝戦                                       | 2006年9月10日  |
| ×    | 中村和裕                         | 1R 4:49 V1アームロック           | PRIDE 無差別級グランプリ 2006 2nd ROUND                                    | 2006年7月1日   |
| ○    | フランシス・カーモン             | 5分5R終了 判定3-0                | WFC: Europe vs. Brazil                                                     | 2006年5月20日  |
| ○    | ホベルト・ゴドイ                 | 5分3R終了 判定3-0                | Showfight 4                                                                | 2006年4月6日   |
| ×    | メルヴィン・マヌーフ             | 2R 3:51 KO（パンチ連打）         | Cage Rage 15: Adrenalin Rush 【Cage Rage世界ライトヘビー級タイトルマッチ】 | 2006年2月4日   |
| ○    | ミハエル・マテリア               | 2R KO（パンチ連打）              | Jungle Fight 5                                                             | 2005年11月26日 |
| ○    | ダレン・リトル                   | 1R 0:55 TKO（タオル投入）        | Cage Rage 13: No Fear                                                      | 2005年9月10日  |
| ○    | カッシム・アナン                 | 1R 3:43 ギブアップ（打撃）       | Meca World Vale Tudo 12                                                    | 2005年7月9日   |
| ○    | マーク・エプスタイン             | 1R 2:16 TKO（パンチ連打）        | Cage Rage 11: Face Off                                                     | 2005年4月30日  |
| ×    | アントニー・レア                 | 2R 1:55 TKO（パンチ連打）        | Cage Rage 10: Deliverance                                                  | 2005年2月26日  |
| ×    | 近藤有己                         | 5分3R終了 判定0-3                | PANCRASE 2004 BRAVE TOUR                                                   | 2004年11月7日  |
| ×    | クラウディオ・ゴドイ             | 3R 2:23 TKO（パンチ連打）        | Conquista Fight 1                                                          | 2003年12月20日 |
| ○    | ルーカス・ロペス                 | 2R 4:08 TKO（打撃）              | Jungle Fight 1                                                             | 2003年9月13日  |
| ×    | マウリシオ・ショーグン           | 1R 2:25 TKO（マウントパンチ）    | Meca World Vale Tudo 9                                                     | 2003年8月1日   |
| ○    | ガブリエル・サントス             | 1R 2:51 KO（膝蹴り）             | K-NOCK                                                                     | 2003年7月23日  |
| ○    | 渋谷修身                         | 1R 1:20 KO（右フック）           | PANCRASE 2003 HYBRID TOUR                                                  | 2003年5月18日  |
| ○    | シウヴィオ・ジ・ソウザ           | 1R 0:10 KO（パンチ）             | Meca World Vale Tudo 7                                                     | 2002年11月8日  |
| ×    | アンジェロ・アラウージョ         | 1R 8:46 TKO（パンチ連打）        | IVC 14: USA vs. Brazil 【準決勝】                                          | 2001年11月11日 |
| ○    | ジェファーソン・"タンク"・シウバ | 1R 2:28 KO（パンチ）             | IVC 14: USA vs. Brazil 【2回戦】                                           | 2001年11月11日 |
| ○    | アーロン・サリヴァン             | 1R 0:13 TKO（パンチ連打）        | IVC 14: USA vs. Brazil 【1回戦】                                           | 2001年11月11日 |
| ×    | ジョルジ・ナヴァリャーダ         | 12分1R終了 判定3-0               | Heroes 2                                                                   | 2001年6月30日  |
| ×    | ペレ                             | 1R 8:18 TKO（パンチ連打）        | BVF 8: Campeonato Brasileiro de Vale Tudo 2 【決勝】                       | 1997年11月20日 |
| ○    | アドリアーノ・ヴェルデリ         | 1R 1:56 ギブアップ（パンチ連打） | BVF 8: Campeonato Brasileiro de Vale Tudo 2 【準決勝】                     | 1997年11月20日 |
| ○    | ホベルト・ペレイラ               | 1R 2:37 チョークスリーパー       | BVF 8: Campeonato Brasileiro de Vale Tudo 2 【1回戦】                      | 1997年11月20日 |